# Iarun, Novohrad-Volînskîi
Iarun (în ucraineană Ярунь) este localitatea de reședință a comunei Iarun din raionul Novohrad-Volînskîi, regiunea Jîtomîr, Ucraina.

## Demografie
Componența lingvistică a localității Iarun
     Ucraineană (98,96%)
     Alte limbi (0,93%)
Conform recensământului din 2001, majoritatea populației localității Iarun era vorbitoare de ucraineană (98,96%), existând în minoritate și vorbitori de alte limbi.